# Gerryck King
Gerryck King (* um 1960; † Oktober 2011) war ein US-amerikanischer Jazzmusiker (Schlagzeug).

## Leben
King spielte in den frühen 1980er-Jahren bei Jack McDuff, mit dem erste Aufnahmen entstanden, ferner mit Harold Ashby, Al Grey/Bjarne Nerem, Milt Hinton, Red Holloway, Norman Simmons und Stanley Turrentine. In dieser Zeit war er Mitglied im Trio des Bassisten Ray Brown, in dem er auch an Aufnahmen von Ernestine Anderson mitwirkte, und war Begleitmusiker von Joe Williams (In Good Company). In den 1990er-Jahren spielte er in Chicago u. a. mit Jodie Christian, Everett Greene, in Los Angeles mit Rickey Woodard und Saskia Laroo.
Im Bereich des Jazz war er zwischen 1980 und 2010 an 29 Aufnahmesessions beteiligt, zuletzt in Kalifornien mit Tom Culver und Art Hillery. Zuletzt trat er in Kalifornien mit einem eigenen Quartett auf, dem Chris Foreman (Hammond B3), Red Holloway und Daryl Darden (Gitarre) angehörten. King hat einen Auftritt in dem Film The Legend of Teddy Edwards.